# بني صولان (المفتاح)

تعديل مصدري - تعديل

بني صولان هي إحدى قرى عزلة علكمة بمديرية المفتاح التابعة لمحافظة حجة، بلغ تعداد سكانها 390 نسمة حسب تعداد اليمن لعام 2004.
تنقسم إلى أربعة أقسام القرية، القلعة، الزريبة، البحصة تمتد طوليا من أطراف مدينة علكمة إلى باب المهر 